# Prosopocera sulphureotincta
Prosopocera sulphureotincta là một loài bọ cánh cứng trong họ Cerambycidae.